# Burzyn
Burzyn (em polonês/polaco: Burzyn; transl. Burzyn) é uma vila localizada no distrito administrativo de comuna de Jedwabne, no condado de  Łomża, na voivodia da Podláquia, no nordeste da Polônia..  Localiza-se nas margens do rio Biebrza. Está aproximadamente 12 quilômetros a sudoeste de Jedwabne, 29 quilômetros a oeste de Łomża e 51 quilômetros a sul da capital regional, Białystok. A aldeia tem uma população de 80 habitantes

## Gallery

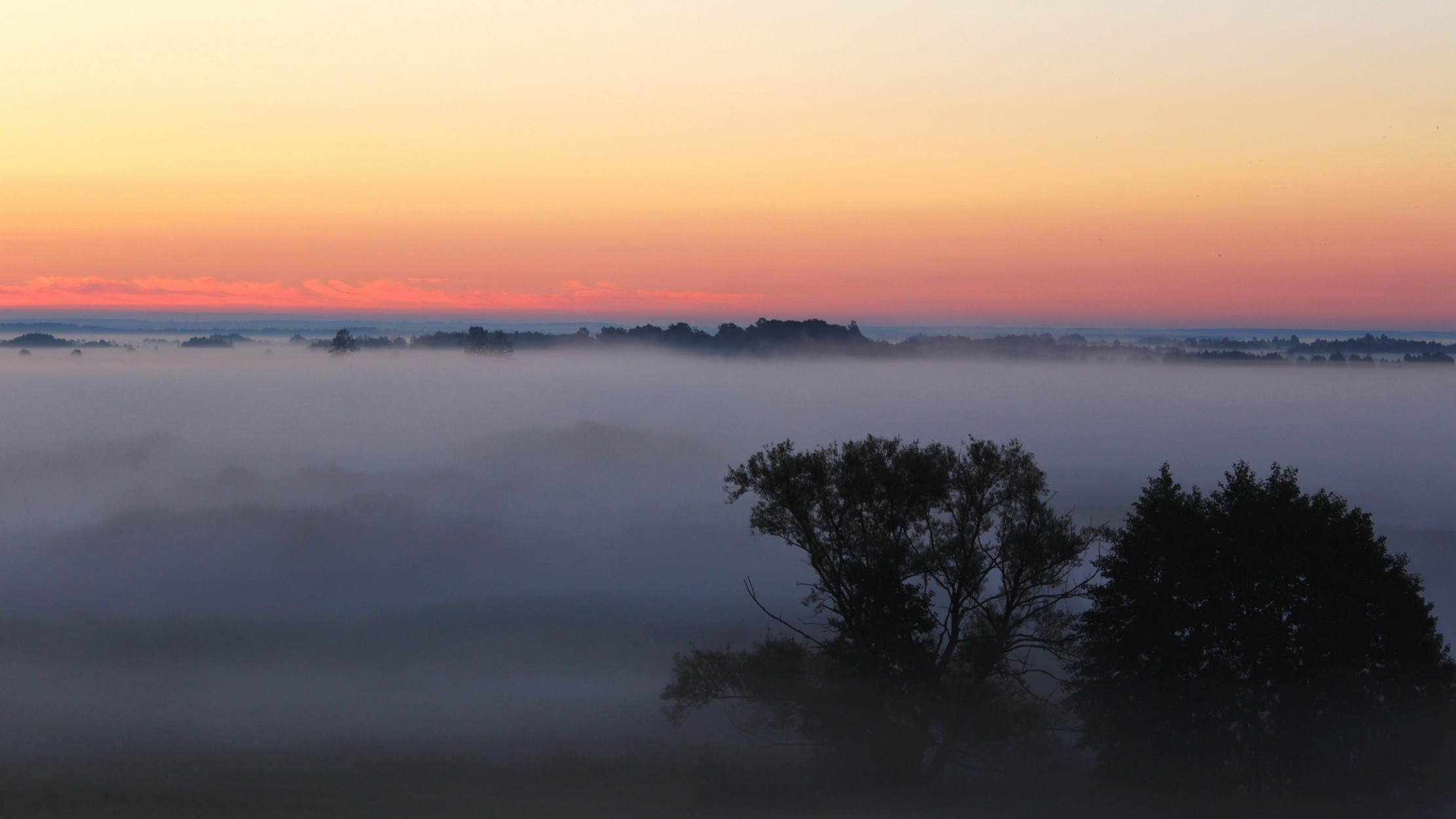
Parque Nacional Biebrza
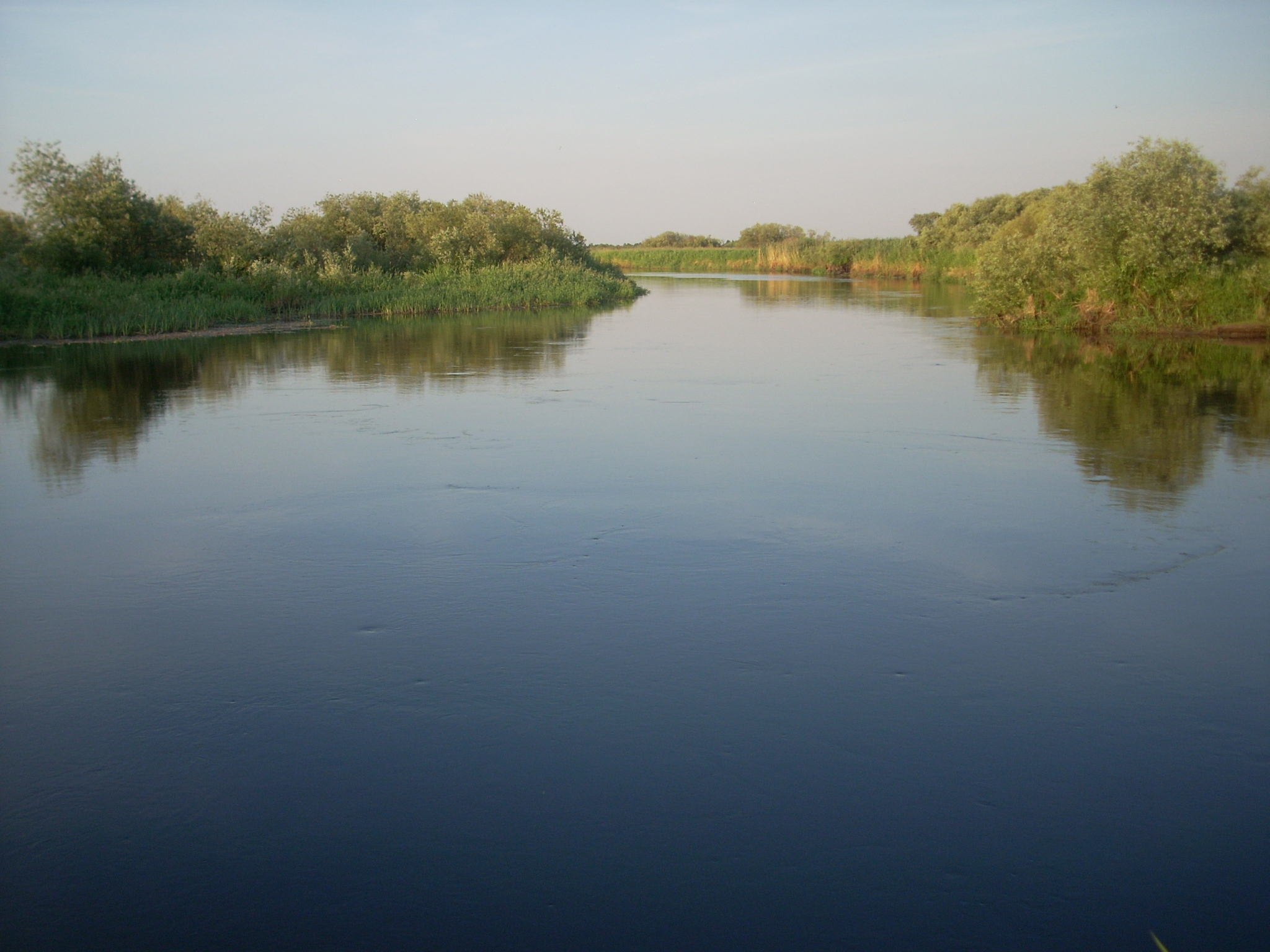
Rio Biebrza